# Aloe greatheadii

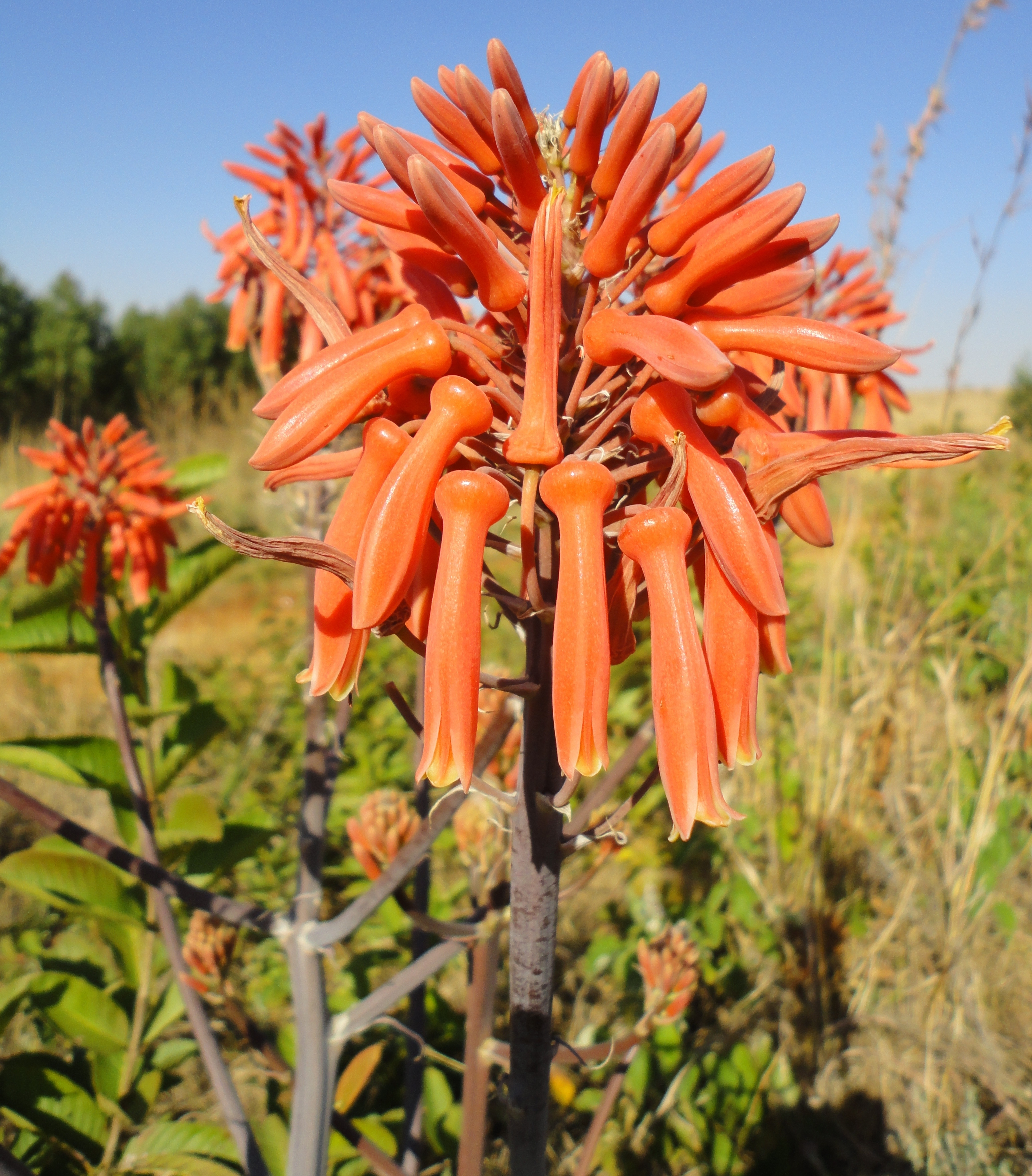
Blüten

Aloe greatheadii ist eine Pflanzenart der Gattung der Aloen in der Unterfamilie der Affodillgewächse (Asphodeloideae). Das Artepitheton greatheadii ehrt Dr. J. B. Greathead.

## Beschreibung

### Vegetative Merkmale
Aloe greatheadii wächst einzeln, ist stammlos oder kurz stammbildend. Die verschmälerten Laubblätter bilden dichte Rosetten. Ihre Blattspreite ist etwa 47 Zentimeter lang und 12 Zentimeter breit. Auf der dunkel glänzend grünen Blattoberseite befinden sich viele verlängerte, weißliche Flecken, die in der Nähe der Basis zusammenfließen und Querbänder formen. Die hellgrüne, linierte Unterseite ist in der Regel fleckenlos. Die stechenden, braunen Zähne am für gewöhnlich knorpeligen, braunen Blattrand sind etwa 5 Millimeter lang und stehen bis zu 20 Millimeter voneinander entfernt.

### Blütenstände und Blüten
Der Blütenstand besteht aus etwa vier bis sechs Zweigen und ist bis zu 175 Zentimeter lang. Die zylindrischen Trauben sind 9 bis 30 Zentimeter lang. Lange Trauben sind locker. Für gewöhnlich sind sie jedoch kurz und dicht. Die spitz zulaufenden Brakteen weisen eine Länge von etwa 32 Millimeter auf und sind 5 Millimeter breit. Die weißen Blüten besitzen breite, rote Mittelrippen. Sie stehen an 12 Millimeter langen Blütenstielen. Die Blüten sind 32 Millimeter lang und an ihrer Basis gerundet. Auf Höhe des Fruchtknotens weisen sie einen Durchmesser von 7 Millimeter auf. Darüber sind die Blüten auf 5 Millimeter verengt und schließlich auf 8 Millimeter erweitert. Ihre äußeren Perigonblätter sind auf einer Länge von 9 bis 10 Millimetern nicht miteinander verwachsen. Die Staubblätter und der Griffel ragen kaum aus der Blüte heraus.

### Genetik
Die Chromosomenzahl beträgt {\displaystyle 2n=14}.

## Systematik und Verbreitung
Aloe greatheadii ist in Botswana, Malawi, Mosambik, Zaire, Simbabwe, Südafrika und Eswatini verbreitet. Aloe greatheadii var. greatheadii wächst in Botswana, Malawi, Mosambik, Zaire, Simbabwe und der südafrikanischen Provinz Nordkap auf Grasland. Aloe greatheadii var. davyana ist in den südafrikanischen Provinzen Freistaat, Gauteng, KwaZulu-Natal und Nordkap sowie in Eswatini auf Grasland an felsigen Hängen verbreitet.
Die Erstbeschreibung durch Selmar Schönland wurde 1904 veröffentlicht. Es werden folgende Varietäten unterschieden:
- Aloe greatheadii var. greatheadii
- Aloe greatheadii var. davyana (Schönland) Glen & D.S. Hardy

Aloe greatheadii var. greatheadii

Synonyme sind Aloe pallidiflora A.Berger (1905) und Aloe termetophila De Wild. (1921).
Aloe greatheadii var. davyana

Die Unterschiede zu Aloe greatheadii var. greatheadii sind: Die Varietät sprosst gelegentlich und bildet dann dichte Gruppen. Die Laubblätter sind bis zu 20 Zentimeter lang. Der 60 bis 100 Zentimeter lange Blütenstand besteht aus drei bis fünf Zweigen und trägt konische Trauben. Die Brakteen und Blütenstiele sind 20 bis 25 Millimeter lang. Die trüb ziegelroten bis rosafarbenen, 27 bis 35 Millimeter langen Blüten besitzen Zipfel mit weißen Rändern.
Die Erstbeschreibung als Aloe davyana erfolgte 1905 durch Selmar Schönland. Hugh Francis Glen und David Spencer Hardy stellten die Art 1987 als Varietät zu Aloe greatheadii.
Synonyme dieser Varietät sind Aloe barbertoniae Pole-Evans (1917), Aloe comosibracteata Reynolds (1936), Aloe graciliflora Groenew. (1936), Aloe labiaflava Groenew. (1936), Aloe mutans Reynolds (1936), Aloe verdoorniae Reynolds (1936) und Aloe davyana var. subolifera Groenew. (1939).
Ronell Renett Klopper, Olwen Megan Grace, Gideon Francois Smith und Estrela Figueiredo regten 2011 die Wiederanerkennung von Aloe graciliflora als eigenständige Art an.

## Nachweise